# خضار

عرض بعض الخضر

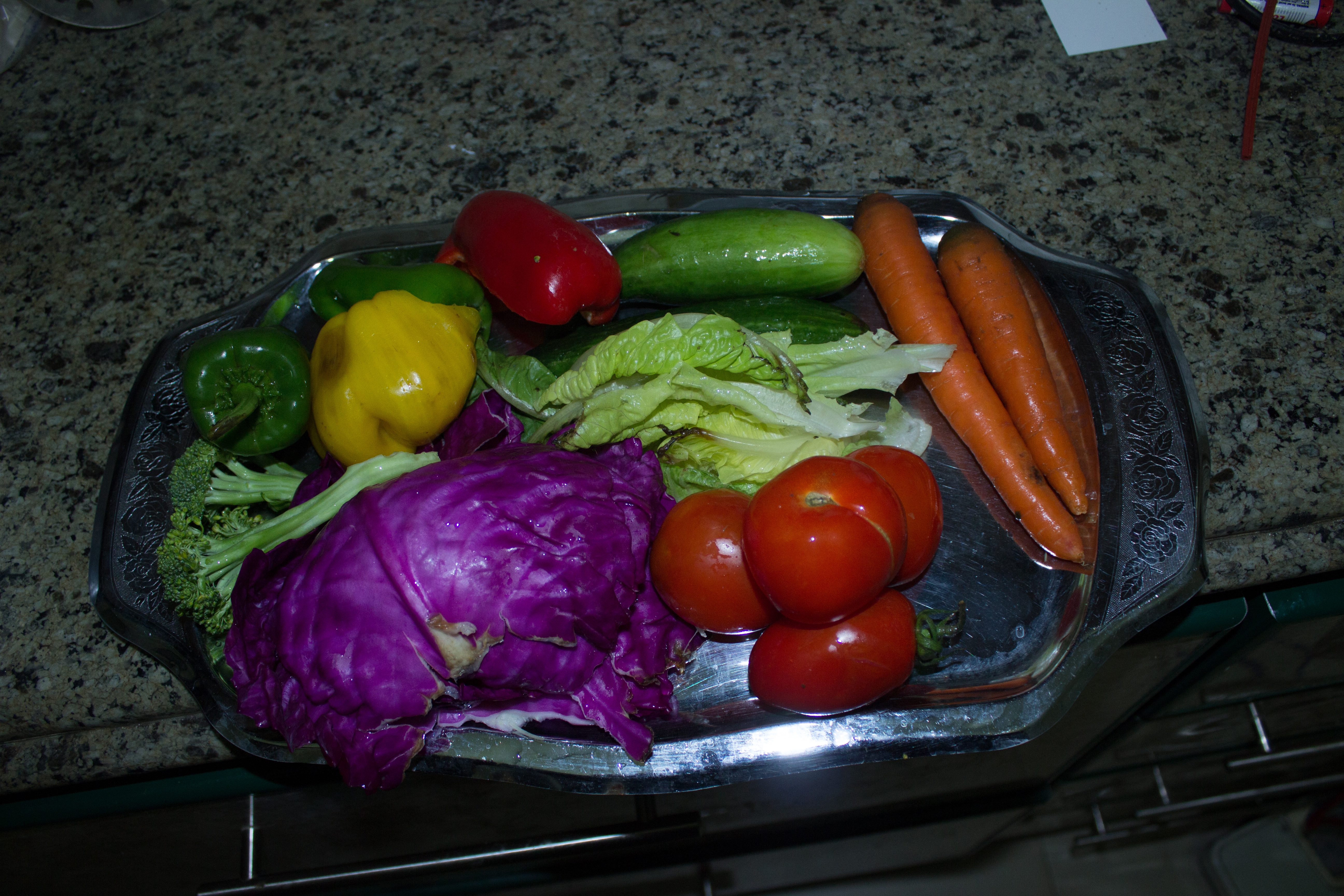
خضار منوّعة

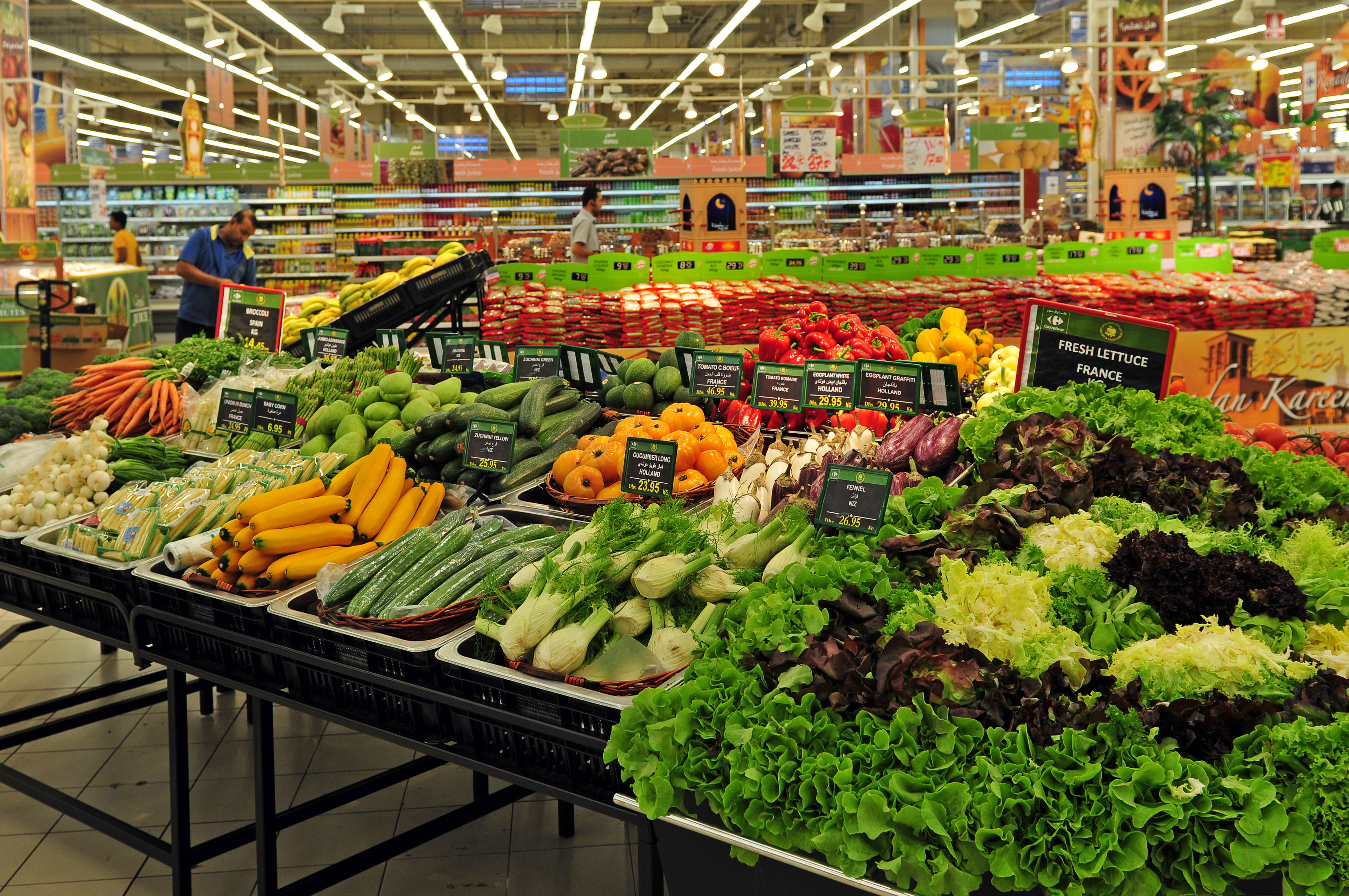
خضر في مارينا مول، في أبوظبي

الخَضْراوات (بفتح الخاء، وألف بعد الراء) (المفرد: خَضْراء) أو الخُضَر (المفرد: خُضْرة) الخَضِر أو الخُضَار (المفرد: خُضَارة) أو المُخَضَّرات هي النباتات العشبية التي تستعمل جزئيًا أو كليًّا في الطبخ لتحضير أطعمة للإنسان. يلحق بالخَضروات أيضًا الفُطر مع أنه لا يعد من النباتات بل من الفُطريات. وقد تُستعمل من الخَضروات أجزاءٌ مستقلة من النباتات مثل الأوراق (الخس والملفوف وورق العنب. (العنب يعد من الفاكهة)) أو ساق النبات (الهليون) أو الجذر (كالجزر أو الشوندر) أو البصيلات (الثوم والبصل) أو البذور (مثل الفاصولياء والبازلاء). وبطبيعة الحال الثمار في كثير من الحالات مثل الفليفلة والخيار واليقطين والقَرَع.

## الخَضْراوات كغذاء
تتميز الخَضْراوات بأنها تحتوي على سعرات حرارية قليلة (نحو 35 سُعر لكل 100 جرام في المتوسط)، ولهذا فهي من المواد الغذائية التي يجب أن تؤكل يوميّاً. وهي تمد الجسم بالفيتامينات والأملاح المعدنية والبروتينات الضرورية والنشويات والدهنيات البروتين الغنية بالسُعرات الحرارية (دهنيات : 900 سُعر/ 100 جرام، نشويات وبروتين : 400 سُعر / 100 جرام).

## تقسيم الخَضْراوات

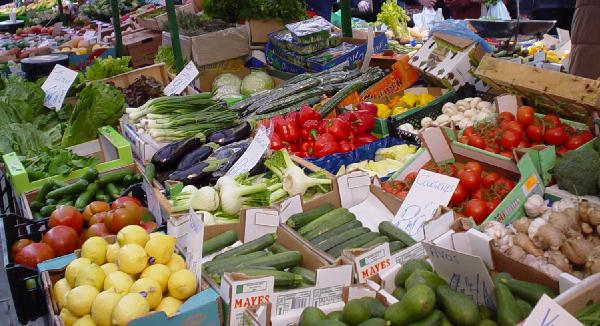
خَضْراوات في سوق بأمستردام.

### من حيث اللون
الخضر الخضراء : مثل البازلاء والفاصوليا...إلخ.
• الخضر الصفراء أو البرتقالية : مثل الجزر والقرع...إلخ.
• الخضر الحمراء : مثل الشمندر والملفوف الأحمر والطماطم.. إلخ.
• الخضر البيضاء : مثل القرنبيط والبطاطس والملفوف....إلخ.

### من حيث أجزاء النباتات المستخدمة الغذاء
- الخضر الجذرية، وتشمل: الجزر، الشمندر، واللفت، وغيرها.
- الخضر الدرنية، وتشمل: البطاطس، وغيرها.
- الخضر البصلية، وتشمل: البصل، الثوم، وغيرها.
- الخضر الورقية، وتشمل: الملفوف، الخس، الشبت، النعناع، البقدونس، والجرجير، وغيرها.
- الخضر الزهرية، وتشمل: القرنبيط، البروكلي، وغيرها.
- الخضر الثمرية، وتشمل: الطماطم، والباذنجان، القرع، الباميا، الفلفل، الخيار.
- الخضر القرنية والحبوب، وتشمل : اللوبياء، البازلاء، والفاصولياء، وغيرها.

## القيمة الغذائية للخضراوات
تمد الجسم بالفيتامينات، مثل: فيتامين أ، ج، كما تُمدّه بالمعادن، مثل: الحديد، والماغنسيوم، وهي مجموعة قليلة في دهونها ومصدر هام للألياف.
• تمتاز الخضر بكونها موردًا للمواد الكربوهيدراتية كما في البذور والدرنات عدا بعض الأنواع كالكاكاو والزيتون، فإنها مصدر للمواد الدهنية.
• المواد الدهنية: وهي تختلف عن المواد الدهنية التي باللحوم بأنها تميل للسيولة، ولكن قيمتها الغذائية موازية لها.
• المواد الزلالية: قيمة المواد الزلالية في الخضر كغذاء قليلة، وتوجد في البقول بنسبة كبيرة.
• الماء: نسبة الماء في الخضر كبيرة جداً؛ إذ تتراوح بين 70-90 مما يجعل قيمتها الغذائية قليلة بالنسبة لحجمها.
• السليولوز يوجد بكثرة في الخضر، وهو لا يمتص في الجسم، بل يبقى في الأمعاء على حالته، فيحرك الأمعاء ويكون أشبه بملين طبيعي؛ لذلك تجهز بعض الأدوية منه لعلاج الإمساك، وعلى هذا الأساس أيضا يوصف أكل الخضر بكثرة عند من ينتابهم الإمساك.
• الفيتامينات: تحتوي الخضر على كمية كبيرة منها، يختلف نوعها باختلاف الخضر، وأهمها فيتامين (جـ) الذي يمنع الالتهابات الجلدية والحميات، وتكثر نسبته في الخضر التي تؤكل نيّئة؛ لأنه يتأثر بحرارة الطهي.
• الأملاح: جميع الخضر غنية بالأملاح الأساسية والأحماض، وأهمها البوتاسيوم والحديد .

## فقدان القيمة الغذائية
أن عمليات حفظ المحاصيل الطازجة وإعدادها يؤثر في قيمتها الغذائية وذلك للأسباب التالية:
- تناقص القيمة الغذائية أثر التخزين الطويل.
- نزع القشرة يؤثر في تخفيض القيمة الغذائية.

فيقال : الخضار المثلجة أفضل من الطازجة.
الحقيقة: الخضار المثلجة مغذية أكثر من الخضر الطازجة التي توشك على الذبول، فمستوى الفيتامينات يبدأ في التناقص بمجرد أن تقطف الثمار.

## الاختيار السليم للخضراوات
تختار الخضر الطازجة الصغيرة السن الخالية من العطب (التلف) ومن الطين، لينة الألياف، لتوافر فيها النكهة الخاصة.
• يفضل الكاملة النضج المتماسكة القوام الخالية من الإصابات غير المتجاوزة لمرحلة النضج الكامل.
• الخضر الخضراء يجب أن تكون زاهية اللون وأن تكون عروقها سهلة الكسر وفي الكرنب يجب اختيار الممتلئ بالأوراق العريضة. وفي القرنبيط يختار أبيض اللون الممتلئ. وفي الفاصوليا تكون زاهية اللون متوسطة الحجم ليّنة الألياف. وفي البازلاء تكون البقلة ممتلئة بالحبوب المتوسطة الحجم.

## الطرق المثلى لتنظيف الخَضْراوات
تغسل الخضر جيداً ليس فقط لإزالة القاذورات والطين لكن أيضاً لإزالة المبيدات الحشرية السامة، لذا يجب نقع جميع الخضار بالماء والملح لمدة عشر دقائق فقط ولا تزيد، فهذا يخلصها من المواد الكيماوية المضافة لها أثناء الزراعة.
• تغسل الخضر قبل تقطيعها مباشرة، حتى لا تفقد الكثير من الفيتامينات والأملاح المعدنية.
• ينبغي مراعاة الاستغناء عن أقل جزء ممكن من الخضر عند غسلها وتنظيفها وتقشيرها أي لا يُستغنى إلا عن الجزء الفاسد فقط

### الخرشوف
يحتوي الخرشوف على 22 سعر لكل 100 جرام. والخرشوف مفيد بصفة خاصة لمرضى السكري، حيث أنه لا يُعلّي مستوى الأنسولين، وهو يحتوي على مادة سينارين cynarin التي تُسهِّل عملية الهضم.

### الباذنجان
يحتوي الباذنجان على 17 سعر لكل 100 جرام. ويعد الباذنجان طيبا أيضا بالأخص لمرضى السكري حيث يخفض من نسبة الكولسترين ويحتوي على الألياف. إلا أن تحضيره بطريقة القلي في الزيت أو السمن تجعله يمتص منها قدرا كبيرا وترتفع بذلك سعراته إلى 270 سعر لكل 100 جرام.

### الفاصولياء الخضراء
25 سعر لكل 100 جرام، الفاصولياء غنية بالبروتين النباتي وتحتوي على الألياف المفيدة. ولذلك تزيد الشعور بالشبع وتُعدِّل من مستوى السكر في الدم. يجب طبخ الفاصولياء قبل أكلها حيث تحتوي على مادة فاسين Phasin التي تُسبّب عسر الهضم. تحتوي الفاصولياء أيضا على البروتين النباتي والفيتامينات ب2 وب6 وبيتا كاروتين وأملاح معدنية كثيرة. لا تؤكل الفاصولياء الخضراء من دون طهي حيث تحتوي على البروتين النباتي "فاسين " الذي يفقد مفعوله بالطبخ.

### بروكولي

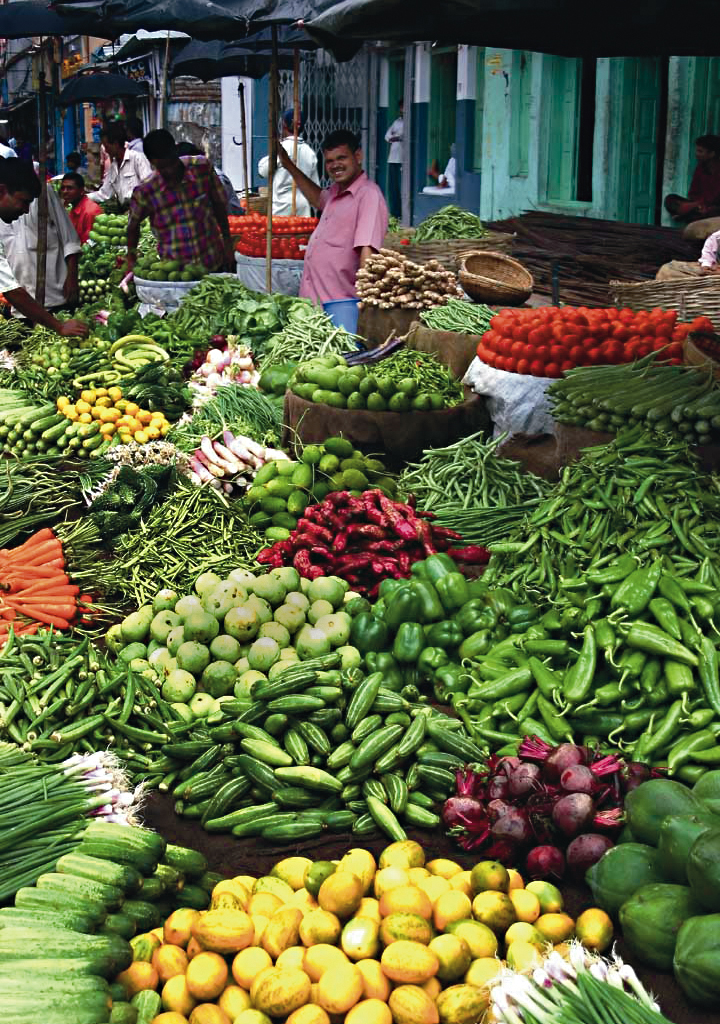
Gemüsemarkt

26 سعر لكل 100 جرام. قيمة البروكلي الغذائية ممتازة. به مواد تقي من الإصابة بمرض السرطان. وهو مفيد أيضا للعظام ونظام المناعة بالجسم.

### الخس
26 سعر لكل 100 جرام. يحتوي الخس على فيتامينات كثيرة منها فيتامين ب-المركب Vitamine B-complex ويحتوي على ألياف وعناصر شحيحة والكلوروفيل . يساعد الكلوروفيل على تطهير الجسم ويوازن بين حموضية وقلوية الجسم.

### البصلة
82 سعر لكل 100 جرام. غنية بنسبة 23 % بالبروتين، وتـُزيد الشعور بالشبع. تحتوي على مادة لوتين Lutein المقوية للنظر وتحتوي على أملاح معدنية مفيدة.

### الخيار
12 سعر لكل 100 جرام، 97 % من الخيارة ماء، ويحتوي الخيار على البوتاسيوم والصوديوم وتساعد على خروج الماء الزائد من الجسم.

### الفلفل الرومي
20 سُعر حراري لكل 100 جرام، الفلفل بألوانه الحمراء والصفراء والخضراء ممتاز في تقوية المناعة عند الإنسان. تحتوي على قدر هائل من فيتامين سي. كما تحتوي على بيتا-البيتاكاروتين، وفيتامين E وفلافونويد تحمي الخلايا من الأكسدة.

### الجزر
27 سعر لكل 100 جرام، والجزر هو أعظم ما يمدنا بالبيتا-كاروتين وبروفيتامين أ، ويحتوي على البوتاسيوم والكالسيوم ، والمغنسيوم وحمض الفوليك. يساعد على تجديد البشرة ويحمي من تأثير الأشعة الفوق بنفسجية الضارة، ويقوي النظر.
بينت دراسة أجرتها حديثا (عام 2011) جامعة أتلانتا في الولايات المتحدة الأمريكية على نحو 15000 شخص أن الأشخاص الذين يحتوي أجسامهم على كميات مرتفعة من ألفا-كاروتين يقل خطر وفاتهم مبكرا بنسبة 39 % عن هؤلاء الذين يفتقرون إلى تلك المادة. يكثر الألفا كاروتين في الجزر وفي القرع العسلي.

### البطاطس
70 سعر لكل 100 جرام. تحتوي البطاطس على مواد نشوية وألياف غذائية، كما تحتوي على البوتاسيوم. إذا طُبخت البطاطس بدون دهون فهي طيبة جدا للجسم لأنها تزيل الأملاح الزائدة من الجسم. وتزيد الشعور بالشبع. أما المقلي منها أو البومفريت فترتفع سعراتها إلى نحو 350 سعر / 100 جرام.

### الطماطم
تحتوي الطماطم على 17 سُعر حراري لكل 100 جرام. وتحتوي على نوع من الكاروتين يسمى ليسوبين Lycopin الذي يعطي الطماطم لونها الأحمر الجميل، تحمي الخلايا وتحمي البروستاتا من الإصابة بمرض السرطان، كما تحتوي الطماطم على بيوتين والمغنسيوم وحمض الفوليك وقدر هائل من فيتامين سي. تركيز الليبوسين في الطمام المعلبة تكون أكثر تركيزا من تواجدها في الطماطم الطازجة، ولكن يجب الاهتمام بأكل كل منها.

### السبانخ
19 سعر لكل 100 جرام. يستفيد الجسم كله من السبانخ: العظام، والقلب والأمعاء والبشرة والعينين، فهي تحتوي على كاروتين ومغنسيوم وكالسيوم وألياف.

### الشمندر
40 سُعر لكل 100 جرام. يحتوي الشمندر على حامض الفوليك (فيتامين ب9)، وهو يساعد على تكوّن الدم، ويعمل على زيادة نشاط الجسم.

### الكرفس
22 سعرة حرارية لكل 100 جرام. يقوّي الجنس عند الرجال، ومضاد عظيم ضد المرض بالسرطان ومفيد جدا. يحتوي على الكالسيوم والحديد وحمض الفوليك . ومن أهم محتوياته مواد مرّة .
كما تعمل المواد الموجودة في الكرفس على كمضاد للبكتيريا ومدر للبول . المواد المرّة فيه تساعد على الهضم وحرق الدهنيات في الجسم ؛ كما يقلل من الشهية للأكل.

### الكرنب
24 سُعر لكل 100 جرام. يقي الكرنب من الإصابة بمرض السرطان، تحتوي على مواد تُهدِّئ من الالتهابات، فهو يحتوي على فيتامين سي وحمض الفوليك والبوتاسيوم ، كما يحتوي على مركب سلفورافان الذي يوجد في القليل من الخضراوات . يستحسن مضغه جيدا للحصول على أكبر فائدة منه.

### البصل
28 سُعر لكل 100 جرام. يقتل البكتريا ويطهر الأمعاء. يعد البصل مضاد حيوي ممتاز، ويستفيد الجسم بما في البصل من مواد كبريتية ويقي من تصلب الشرايين.يحتوي على سلفايت Sulfite والحمض الأميني المسمى L-Cystein. يساعد الـ L-Cystein عمل الكبد وعمل الكليتين .

### البقدونس
تحذير للمرأة الحامل:
ينبغي تجنب الاستهلاك المفرط للبقدونس من قبل النساء الحوامل. الكميات الغذائية الطبيعية آمنة للنساء الحوامل، ولكن تناول كميات كبيرة بشكل مفرط قد يكون له آثار سيئة على الرحم.

## الحبوب والبقول
تحتوي الحبوب والبقول على البروتين ومواد نشوية وألياف وأملاح معدنية. وهي بذلك تحتوي على الكثير مما يحتاجه الجسم وعلى الأخص الخبز والمعجنات المحضرة من دقيق كامل (دقيق يحتوي على السن والردة).

### القمح
314 سعر لكل 100 جرام (جاف). يُفضل الخبز والمأكولات المصنوعة من دقيق تحتوي السن والردة. يحتوي القمح على الأحماض الأمينية (بروتين) وفيتامينات وأملاح معدنية وألياف. كما يحتوي على زيوت وفيتامين E.

### الشعير
390 سعر لكل 100 جرام (جاف). يحتوي الشعير على المغنسيوم والحديد وفيتامين بي مركب. كما يحتوي على بعض البروتينات، خفيف على المعدة والأمعاء.

### الأرز
335 سعر لكل 100 جرام (جاف)، أي نحو 100 سعر لكل 110 جرام أرز مطبوخ إذ إنه يمتص ضعف وزنه من الماء. يحتوي على كمية طيبة من البوتاسيوم وقليل من ملح الطعام. يساعد على تخلص الجسم من الأملاح الزائدة. والأرز الطبيعي أفيد للجسم من الأرز المقشور. فهو يحتوي أيضا على الألياف وفيتامين B.

### الذرة
88 سعر لكل 100 جرام. يحتوي على السكر وكاروتين مقوي للنظر. كما يحتوي على المغنسيوم الضروري لعمل القلب، والزنك لتقوية المناعة ضد المرض.

### الحمص
270 سعر لكل 100 جرام. يحتوي على البروتين والمواد النشوية (كربوهيدرات) مما تزيد الشعور بالشبع. من بين البقوليات لا يتسبّب الحمص في حدوث الانتفاخ.

### الفول
280 سعر لكل 100 جرام. مثل الحمص في احتوائه على البروتين النباتي والنشويات. يزيد الشعور بالشبع. أما إذا جُهز للأكل كفلافل (أو طعمية) فإنه يمتص زيتا وتزداد سعراته بقدر كبير.

## الأعشاب والتوابل
الأعشاب والتوابل طيبة الطعم مريحة للهضم. تحتوي على فيتامينات ضرورية لوظائف الجسم. يسمح الاهتمام بإضافة الأعشاب والتوابل بتخفيض كمية ملح الطعام المضافة للأكل.

### البقدونس
يحتوي المقدونس على 37 سعر لكل 100 جرام. غني بالمنجنيز والحديد والبوتاسيوم وفيتامينات. يساعد المنجنيز عمل الكبد، ويقوي مناعة الجسم ضد الأمراض، كما يقوّي البوتاسيوم الجدار الداخلي للشرايين.

### الثوم
140 سعر لكل 100 جرام، عظيم جدا في مقاومته للبكتيريا والفيروسات، ويفوق أحيانا تأثير المضادات الحيوية. يقي من ارتفاع ضغط الدم.

### الزنجبيل
80 سعر لكل 100 جرام. يحتوي على مادة جنجرول التي تهدّئ نسبة الكولسترول في الدم. طعمه مميز ويساعد في حالة اضطراب المعدة ويزيد مناعة الجسم. كما أنه يفيد في تقوية القدرة الجنسية، ويفيد في حالة التهابات المفاصل.

### الشطة
30 سعر لكل 100 جرام. تحتوي قرون الشطة على مادة كابيسين Capsaicin الحامية. تساعد على سيولة الدم، يدر أحماض الهضم ويساعد على الهضم. ويقلل من البكتيريا في الأمعاء.

### الريحان (البازيليك)
27 سعر لكل 100 جرام. طيب الطعم. تساعد زيوته على الوقاية من تقلّص العضلات.

### الفجل
48 سعر لكل 100 جرام. يحتوي الفجل على أملاح معدنية عديدة تعمل على طرد الماء الزائد من الجسم. كما يحتوي الفجل على فيتامين سي , وزيوت طيارة تساعد على الهضم.

## فوائد بعض الخَضْراوات
فوائد الطماطم:
1. غنّي بالفيتامينات والأملاح المعدنية.
2. تفيد في علاج أمراض النقرس والتعفنات المعويّة.
3. تقاوم عسر الهضم وحموضة المعدة الزائدة
4. تُكافح الإمساك وتُساعد على طرد الفضلات خارجا.
5. عصير الطماطم يُساعد على هضم الأطعمة النشوية واللحوم.
6. تُقاوم التهاب المفاصل وحصّيات الكلى وحصيات المثانة.
7. تُفيد في علاج تقّرن الجلد (تراكم طبقات الجلد السطحيّة بعضها فوق بعض).
8. تناول الحساء المصنوع من الطماطم يُفيد مرضى القلب وارتفاع الضغط.
9. سهل الامتصاص وتعدّل حُموضة الدّم.
10. يُمكن تناول الطماطم نيّئة أو مطبوخة أو على شكل عصير.

فوائد البصل:
1. غنّي بالفيتامينات والأملاح المعدنية.
2. قاتل للجراثيم وخاصة التي تستوطن الفّم والأمعاء.
3. يُساعد على تحديد نسبة السكر في الدّم.
4. فاتح للشهية ويُكافح الالتهابات الهضمية
5. يُنشَط عمل القلب والدورة الدّموية.
6. يحتوي على مواد تعمل على تقوية الجهاز العصبي.
7. مُدِرّ للبول والصفراء ويساعد في حالات تشّمع الكبد.
8. يُساعد على خفض الضغط المرتفع وخفض الكولسترول.
9. يُفيد في علاج السعال والالتهابات الصدريّة.
10. يُساعد في طرد البلغم وحالات التسّمم الدموي.

فوائد القرنبيط:
1. غنّي بالفيتامينات والأملاح المعدنيّة، مثل البوتاسيوم والكروم
2. يساعد في تخليص الجسم من السّموم
3. يساعد في تقليل انفصام شبكيّة العين
4. يعمل على خفض ضغط الدّم المرتفع
5. يعمل على استقرار نسبة السكّر في الدّم
6. يقلّل من الإصابة بالأزمات القلبيّة
7. يفيد في تخفيض مستويات الكولسترول في الدّم
8. يُعتقد انه يقاوم أمراض السرطان

فوائد الثوم :
1. غنّي بالفيتامينات والأملاح المعدنيّة، مثل الفسفور والكالسيوم
2. يعمل كمضاد حيوي في مواجهة المرض
3. يكافح أمراض القلب ويخفّض الضغط المرتفع
4. يعزّز جهاز المناعة في الجسم
5. يعمل على تقليل نسبة الكولسترول في الدّم
6. يساعد في علاج أمراض الروماتيزم
7. يساعد في علاج آفات البشرة مثل الدمامل والجروح
8. يقاوم السُعال ويعمل على علاج أمراض الجهاز التنفسّي
9. فاتح للشّهية ويكافح التُخمة
10. طارد للديدان التي تستوطن في أمعاء الإنسان

فوائد الخس :
1. غنيّ جداً بحمض الفوليك المفيد للنساء الحوامل
2. غنيّ بالألياف الغذائيّة المفيدة لعمل الأمعاء
3. يعمل كمُهدّئ ومسكّن للألم
4. يقاوم العطش والسُعال الجاف
5. مُدرّ للبول ويهدّي الأعصاب
6. يقي الجسم من سرطان القولون
7. غنيّ بالفيتامينات وخاصة فيتامين(A) وفيتامين(س) المضاد للأكسدة
8. يُصنع من ورقه شراب خاص بأمراض الأطفال وخاصة أمراض الصدر

فوائد الملوخية:
1. تصنّف من الأغذية المفيدة السهلة الهضم
2. غنيّة بالأملاح المعدنية مثل الحديد والفسفور
3. تحتوي على البروتينات والفيتامينات مثل فيتامين(أ) وفيتامين(ج)
4. غنيّة بالألياف الغذائية التي تساعد في مكافحة الإمساك
5. تحتوي على مادّة غذائية تفيد في تلطيف الأغشية المعوية
6. تحتوي على مواد تساعد في وقاية الأمعاء من الالتهابات
7. زيت بذور الملوخية يفيد في علاج بعض الأمراض الجلديّة
8. يمكن طهي الملوخية خضراء أو جافّة وإذا أضيف إليها اللحم تصبح وجبة غذائية كاملة

فوائد الملفوف :
1. غنّي بالفيتامينات وخاصة فيتامين (ج)
2. غنّي بالمعادن مثل الكبريت والكالسيوم والفسفور
3. يحتوي على مادّة قاتلة للبكتيريا تشبه في مفعولها المضادات الحيوّية
4. يقاوم الطفح الجلدي ويساعد على نموّ العظام
5. يساعد في تقوية الشعر والأظافر
6. يفيد في حالات طرد الديدان من الجسم
7. يفيد في حالات التهاب القصبات والشعب ويسّهل خروج البلغم
8. ينشّط عمل الكليتين ويساعد في طرد الماء الزائد عن حاجة الجسم
9. مفيد للأشخاص المصابين بالسكري حيث يعمل على خفض كميّة السكر في الدّم
10. الملفوف المسلوق مفيد جدا في حالات فقر الدّم وأمراض المفاصل

فوائد الفول:
1. غنّي بالبروتينات والفيتامينات والأملاح المعدنية مثل الحديد والفسفور
2. يقاوم التّوتر والإجهاد الذي يصيب الجسم
3. يعتقد انّه يحتوي على مركّبات كيماويّة معقدّة تقاوم أمراض السرطان التي تصيب الفّم
4. مفيد للقلب من حيث زيادته لمستوى الكولسترول الجيّد في الدّم
5. يعمل على خفض ضغط الدّم لدى النساء في مرحلة سّن اليأس
6. يحافظ على مستوى السكّر في الدّم
7. يحتوي على مواد تقوّي مناعة الجسم ضّد الأمراض المختلفة
8. قشور الفول تكافح الإمساك الذي يصيب الجسم
9. لأزهار الفول خاصّية زيادة إدرار البول
10. تناول الفول مع الطماطم والبصل والزيت والخبز تجعل منه وجبة غذائية كاملة

فوائد القمح:
1. يعد من أهّم الحبوب المفيدة لصحّة الإنسان
2. غنّي جدا بالفيتامينات وخاصة مجموعة فيتامين(ب) المرّكب
3. يحتوي على معادن كثيرة مثل الحديد، الفسفور، السليكون، واليود
4. يقّوي الجهاز العصبي ويمنح الجسم القوّة والنشاط
5. يساعد في بناء العظام ويقوي الأسنان
6. يساهم في تقوية الشعر ويزيده لمعانا
7. يساعد في عمل الغدّة الدرقيّة
8. يساهم في تكوين الأنسجة والعصارات الهاضمة
9. دقيق القمح يستخدم كعلاج لأمراض الجلد المختلفة 0
10. للاستفادة من جميع هذه الفوائد يجب تناول (الخبز الأسمر) الناتج من طحن حبوب القمح كاملة

فوائد العدس:
1. يحتوي على نسبة عالية من البروتين الضروري لبناء الجسم
2. يحتوي على فيتامينات عديدة وخاصّة فيتامين(ب) المرّكب
3. غنّي بالمعادن مثل الحديد، الفسفور، والكالسيوم
4. يلعب دورا هاما في تقوية الجهاز العصبي
5. يساعد في تقوية العظام والأسنان
6. يساعد في تقوية الدّم
7. قشور العدس تفيد في مكافحة الإمساك
8. يفيد في زيادة وزن الأطفال ويساعد على الوقاية من تنخّر الأسنان

الملفوف: يقوم بتنشيط الدورة الدموية كما يقي من الإصابة بالأمراض السرطانية.
الخيار: يقوم بترطيب البشرة كما أنه ساحب للهيب الحرارة من الوجه وكذلك العينين.
الجزر: يحتوي الجزر على فيتامين A فهو مهم في الحفاظ على النظر لوقايتها من العشى الليلي. فالجزر يقوّي النظر ويزيل البثور من الوجه ويمنحه نضارة ويساعد على اكتساب البشرة لوناً برونزياً جميلاً.

## ألوان الخَضْراوات
يمكن اعتبار ألوان الخَضْراوات كخريطة لغابة المواد الغذائية الحيوية. توجد مواد حيوية مرتبطة بألوان الخَضْراوات والفاكهة، فمثلا مادة الفلافونويد تعطي لثمرة الجزر والعنب والطماطم لونها الناصع. وكلما تنوعت ألوان الخَضْراوات والفاكهة التي نأكلها كلما تنوعت موادها الحيوية التي تجعل جسم الإنسان مكتفيا بالمواد الحيوية الضرورية لمساعدة وظائف الجسم على القيام بمهامها في تقوية سلامة الجسم ووقايته من تبعات نقص فيها تؤدي إلى المرض.

### الأحمر
مادة ليكوبين وتوجد في البطيخ والفراولة والجريبفروت وانواع من التوت والطماطم تعطيها اللون الأحمر.
تلك المادة الغذائية تخفض من احتمال التعرض لأمراض الدورة الدموية وهي مادة تمنع سرطان البروستاتا . وتناول ملعقة شوربة من معجون الطماطم يوميا يحمي الجسم من أشعة الشمس . كما أن البنجر الأحمر غني بالحديد وهو مهم للنساء الحوامل .

### الأبيض
تساعد الخَضْراوات البيضاء جلد الإنسان على تحمل ظروف البيئة. وتقوم المواد البيضاء الحارة بتنظيف الجسم وتقوي المناعة. توجد تلك المواد في الثوم والبصل والفجل. وتستفيد الرئة منها. وقد عرف قدماء المصريين والصينيون ذلك. كما تقوم المواد الموجودة في اسباراغ بتنقية سوائل الجسم وطرد الضار منها وتعمل على تنشيط أنسجة الجسم وتهدئ من عمل القلب والدورة الدموية.
وقد توصّل علماء التغذية في هولندا إلى أن المرء الذي يكثر من تناول أطعمة بيضاء يخفض احتمال إصابته بسكتة دماغية إلى النصف.

### الأصفر
تقول الباحثة الغذائية الألمانية "سيلكه ريستيماير" أن مادة كاروتين الصفراء تحمي جسم الإنسان من الراديكالات الحرة. كذلك مادة (كيرستين) الموجودة في المشمش والتفاح تبطل المفعول السيئ للراديكلات الحرة في الجسم. تلك المواد الصفراء مضادة للالتهابات وتحمي من الجلطات والحساسية.
علاوة عل ذلك فتحتوي الخَضْراوات الفاكهة الصفراء على فيتامين إي الذي ينشط أنسجة الجسم ويجدد الخلايا، فهو يفيد الجلد والأوعية الدموية ويجعلها مرنة. وقد عرف الصينيون من القديم فائدة الخَضْراوات والفاكهة الصفراء مثل الأناناس والمشمش والفلفل الأصفر بالنسبة إلى المعدة والطحال وتأثيرها الحسن على عملية الهضم.

### الأخضر

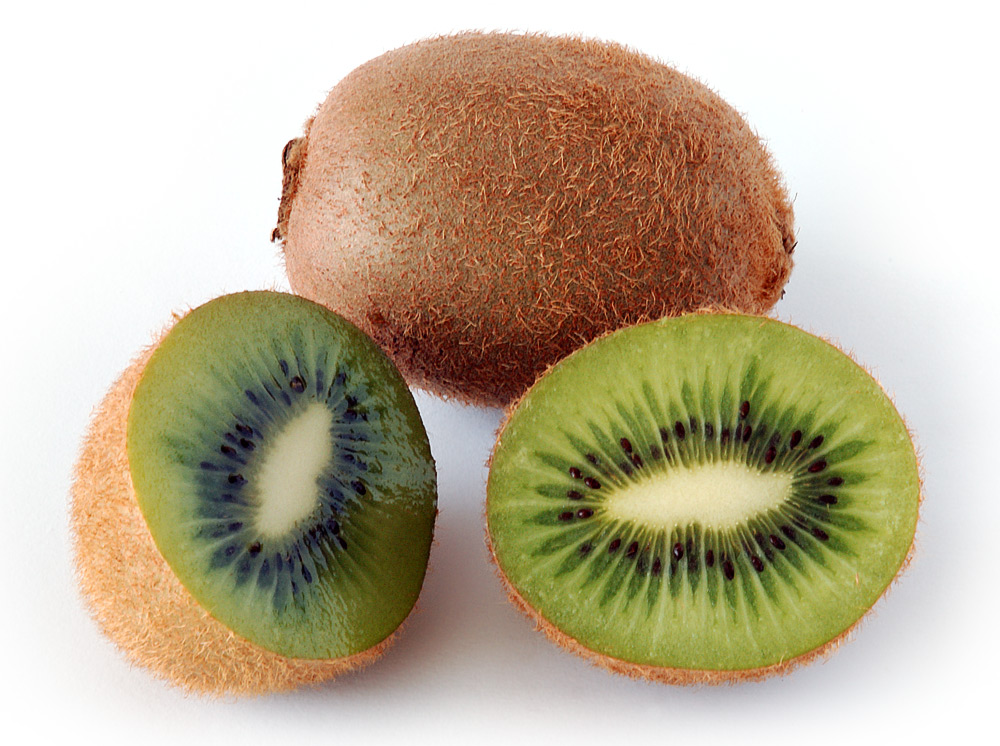
كيوي (نبات) حلو.

يحسن اللون الأخضر الموجود في الخَضْراوات من خصائص الدم . فإن اليخضور يتقارب في تركيبه من تركيب الهيموجلوبين الموجود في الدم فهو يساعد على تنميته وبالتالي يساعد على تحسين تقبل الدم للأكسجين ويساعد على تنقية الدم من مواد ضارة .
الخَضْراوات الخضراء مثل السبانخ والسلق والفجل والجرجير والفاصوليا والكرنب تعمل على معادلة مواد ضارة وطردها من الجسم . فهي تطهر الجسم من الداخل وتقي الأمعاء .
بالإضافة إلي ذلك فيحتوي الكلوروفيل على المغنسيوم وهو يوجد في البازلاء والفاصوليا الخضراء و ثمار الكيوي ، ويساعد المغنسيوم على نمو الشعر وسلامة الجلد والأظافر ونمو العضلات .

### البرتقالي
يحمي من السرطان. يتقارن وجود اللون البرتقالي في الخَضْراوات والفاكهة مع الكروتينويد. وتبين الدراسات أن الناس الذين يتناولون أطعمة غنية بالكاروتينويد نادرا ما يعانون من أمراض القلب والأزمات القلبية كما ينخفض لديهم احتمال إصابتهم بمرض السرطان.
يرجع تسمية ماد كرتينويد إلى وجودها في الجزر " كاروت " بالإنجليزية. وتوجد تلك المادة المفيدة في القرع والمانجو والبرتقال.
من محاسن مادة الكاروتينويد سهولة تحولها إلى فيتامين أ، ويعمل فيتامين إيه على تخفيض عمليات الأكسدة الضارة في الجسم وينظم تجدد الخلايا وعلاوة على ذلك فهو يقوّي البصر.

## البنفسجي

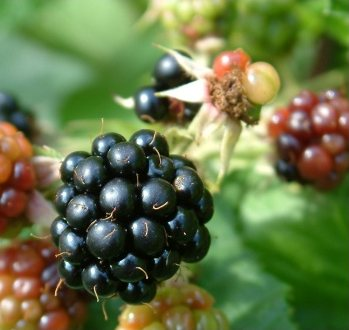
مادة Anthocyane تعطي التوت الأسود لونه الغامق.

تقول أخصائية الغذاء "سيلكه ريستيماير" العاملة في "المصلحة الألمانية للتغذية" أن الخَضْراوات والفاكهة المحتوية على مواد بنفسجية مهمة للقلب والجلد. تحتوي المواد الحمراء والزرقاء على مادة أنثوسيين وهي تعمل ضد الشيخوخة المبكرة . وهي تقي من التجاعيد عن طريق تكوين مادة الكولاجين وتعمل على مرونة الأوعية الدموية . وتقي من تكون الجلطات وانسداد الشرايين وبالتالي من الصدمات الدماغية
توجد تلك المواد في أنواع التوت السمراء وفي الباذنجان والبنجر الأحمر والبصل الأحمر . وتشير فحوصات طبية إلى أن النساء الذين يتناولن من تلك الأطعمة يقل لديهم احتمال إصابتهم بسكتة دماغية . توجد المواد البنفسجية أيضا في الفراولة والتوت .

## وصلات خارجية
- نصائح وفوائد
- وصفات تخسيس خضار